# Hedi Wyss
Hedwig «Hedi» Elisabeth Wyss (* 17. Oktober 1940 in Bern) ist eine Schweizer Schriftstellerin und Journalistin.

## Leben und Wirken
Aufgewachsen ist Hedi Wyss in Bern, hier besuchte sie auch Schulen und Universität. Ihr Bruder ist der Unternehmer und Mäzen Hansjörg Wyss. Während des Studiums arbeitete sie als Volontärin in der Kulturredaktion der Tageszeitung Der Bund  in Bern. Zwei Jahre wirkte sie als Redaktorin in den Sparten Kultur und Reportagen bei der Zeitschrift Die Frau.
Seit 1969 ist sie freie Journalistin und Schriftstellerin. Sie schrieb u. a. für Zeitungen und Zeitschriften wie Badener Tagblatt, Zürichsee-Zeitung, NZZ, Weltwoche, Annabelle, Emma, WoZ, Wir Eltern, Spick und das Panda-Journal. Fünf Jahre war sie Mitarbeiterin bei der Pressestelle des WWF Schweiz. Sie gab hier auch die Kinderzeitschrift Panda-Club heraus.
Hedi Wyss’ erstes Buch, Das rosarote Mädchenbuch, ein Sachbuch zur Frauengeschichte, war ein Longseller im Rahmen des neu sich formierenden Feminismus.
Aufgrund der kunstkritischen Arbeiten wurde Wyss von Heiny Widmer fürs «Aargauer Kuratorium» für die Förderung des kulturellen Lebens vorgeschlagen. Von 1978 bis 1986 wirkte sie dort als Jurorin in den Arbeitsgruppen Bildende Kunst und Literatur. Von 1995 bis 2002 war sie Jurymitglied für die Vergabe des Kinder- und Jugendmedienpreises «Die rote Zora». Seit 2004 ist sie Präsidentin des Stiftungsrats der Stiftung «Temperatio» und sitzt seit 2005 im Stiftungsrat der Stiftung «Gegenwart». Die Gründung der Stiftung «GegenwART» wurde Mitte 2005 durch ihren Bruder, den Unternehmer Hansjörg Wyss, veranlasst.
Als Journalistin und Schriftstellerin befasste sie sich in Reportagen, Essays und Kolumnen unter anderem mit Kunst, Literatur, Theater, Film, Erziehung und Frauenfragen. Kunst, vor allem aber Ökologie und Verhaltensforschung von Tier und Mensch, bleiben nach wie vor im Fokus ihres Interesses. Sie spiegeln sich in ihren journalistischen und literarischen Werken sowie in ihrem Engagement, indem sie, in Zusammenarbeit mit Stiftungen, ökologische, künstlerische und soziale Projekte unterstützt. Unter anderem schreibt sie Kolumnen für die Online-Zeitschrift Literatur&Kunst. a magazine of literature and art.
1989 erhielt sie ein Stipendium der Stadt Bern für einen sechsmonatigen Aufenthalt in New York. Ausser den USA bereiste sie Afrika, Asien und europäische Länder.
Hedi Wyss lebt und arbeitet in Kilchberg bei Zürich. Ihr Archiv befindet sich im Schweizerischen Literaturarchiv in Bern.

## Auszeichnungen und Ehrungen
- Ehrenliste des International Board on Books for Young People (1977, für Rotstrumpf 2)
- Buchpreis der Stadt Bern (1981, für Keine Hand frei)
- Schweizerischer Jugendbuchpreis (1981, für Welt hinter Glas)
- Buchpreis des Kantons Bern (1983, für Flügel im Kopf)
- Anerkennungspreis des Kantons Zürich, 5. Platz auf der Liste des Zürcher Kinderbuchpreises La vache qui lit (1984, für Der violette Puma)
- Buchpreis des Kantons Bern (1987, für Der Ozean steigt)
- Stipendiatin der Stadt Bern im Berner Atelier in New York (1989)
- Zürcher Journalistenpreis (1990, für den Artikel Ein grünes Netz in New York City, NZZ-Wochenendbeilage 12./13. August 1989)
- Anerkennungspreis des Deutschen Ärztinnenbundes (1990, für Tinas Fahrt durch die Luft)
- Preis des Regierungsrats des Kantons Zürich (2003, für Bubikopf und Putzturban)

## Werke

### Bücher
- Das rosarote Mädchenbuch. Ermutigung zu einem neuen Bewusstsein. Hallwag, Bern / Stuttgart 1972, ISBN 3-444-10119-8.
- Welt hinter Glas. Jugendroman. Benziger, Zürich / Köln 1979, ISBN 3-545-33076-1; Ex Libris Lizenzausgabe 1981, Ravensburger Jeans-Bücher, Maier, Ravensburg 1982, ISBN 3-473-38760-6.
- Keine Hand frei. Roman. Benziger, Zürich / Köln 1980, ISBN 3-545-36323-6.
- Flügel im Kopf. Roman. Benziger, Zürich / Köln 1982, ISBN 3-545-36338-4.
- Der violette Puma. Kinderroman. Mit Illustrationen von Rolf Weber. Benziger, Zürich / Köln 1984, ISBN 3-545-31122-8.
- Der Ozean steigt. Roman. Nagel und Kimche, Zürich 1987, ISBN 3-312-00132-3 (hier thematisiert Wyss Umweltkatastrophen).
- Tinas Fahrt durch die Luft. Ein Kinderroman mit Bildern von Nell Graber. Nagel und Kimche, Zürich / Frauenfeld 1990, ISBN 3-312-00739-9.
  - spanisch: El viaje de Tina en globo. Übers. v. Amalia Bermejo. Illustr. von Juan Carlos Sanz. Espasa Calpe, Madrid 1992, ISBN 84-239-7149-X.
- Bubikopf und Putzturban. Ein Leben im zwanzigsten Jahrhundert. eFeF, Bern / Wettingen 2003, ISBN 3-905561-51-4.
- Hansjörg Wyss – Mein Bruder. eFeF, Wettingen 2014, ISBN 978-3-905561-98-2.[1]
- Der weisse Hirsch. Münster Verlag 2017, ISBN 978-3-905896-63-3.

### Hörspiele
- Die Schmetterlinge flattern so aufgeregt. Radio DRS – Studio Zürich, Silvester/Neujahr 1989/1990 (Regie: Mario Hindermann).

### Sammelbände
Gesammelte Werke (hrsg. von Vesna Kondrič Horvat)
- Band 1: Hedi Wyss: Redefreiheit. Kolumnen 1988–2013. eFeF, Wettingen 2015, ISBN 978-3-906199-07-8.
- Band 2: Hedi Wyss: Süden ist unten und hell, Norden ist oben und dunkel. Reportagen 1966–2002. Basel / Münster 2017, ISBN 978-3-905896-67-1.
- Band 3: Hedi Wyss: Berührungen. Kleine Prosa. Basel / Münster 2020, 169 S., ISBN 978-3-907301-11-1.

### Herausgeberschaft
- Rotstrumpf. Das Buch für Mädchen. Jahrbuch (mit Isolde Schaad). Benziger, Zürich (auch: Otto Maier, Ravensburg).
  - Band 1: 1975, ISBN 3-545-33058-3.
  - Band 2: Ich bin anders als Du. 1977, ISBN 3-545-33067-2.
  - Band 3: Die Welt, die uns umgibt. 1979, ISBN 3-545-33083-4.
  - Band 4: Glück ist, keine Angst zu haben. 1981, ISBN 3-545-33092-3.
  - Band 5: Mut ist, auch mal nein zu sagen. 1983, ISBN 3-545-33105-9.
  - Band 6: Ich hab’ doch einen Traum: Lebensentwürfe für heute und morgen. 1985, ISBN 3-545-33132-6.

### Übersetzungen
Literarische Übersetzungen aus dem Französischen:
- Yvette Z’Graggen: Zeit der Liebe, Zeit des Zorns. Benziger, Zürich 1982.
- Yvette Z’Graggen: Zerbrechendes Glas. Benziger, Zürich 1988.
- Yvette Z’Graggen: Cornelia. Lenos Verlag, Basel 2001.
- Monique Saint-Hélier: Traumkäfig. Huber, Frauenfeld 1990.